# 정언황 묘역
정언황 묘역은 강원특별자치도 원주시 부론면 법천리에 있다. 2016년 11월 5일 원주시의 향토문화유산 제2016-1호로 지정되었다.

## 지정 사유
정언황의 묘는 부론면 법천리 골말에 정사신의 묘 근처에 있으며 정언황은 조선중기 문신으로 여러 관직을 맡아 했으며 말년에는 원주로 내려와 은휴정을 짓고 독서에 전념하며 지냈다.

## 같이 보기
- 정언황